# Buruspökuggla
Buruspökuggla (Ninox hantu) är en nyligen urskiljd fågelart i familjen ugglor inom ordningen ugglefåglar.

## Utseende och läte
Buruspökuggla är en udda och rätt liten spökuggla. Fjäderdräkten är bjärt kanelbrun utan särskilt mycket mörkare teckningar. Sången är en märklig, grod- eller insektsliknande serie med hesa kväkande toner, ofta yttrade i medellånga serier.

## Utbredning och systematik
Fågeln förekommer endast på ön Buru i indonesiska Moluckerna. Den behandlas som monotypisk, det vill säga att den inte delas in i några underarter. Tidigare kategoriserades den som underart till Ninox squamipila men urskiljs numera allmänt som egen art.

## Levnadssätt
Buruspökugglan förekommer i skogar, i låglänta områden och vid foten av berg.

## Status och hot
Trots det begränsade utbredningsområdet och det faktum att den minskar i antal anses beståndet vara livskraftigt (LC) av internationella naturvårdsunionen IUCN.